# Ramales de la Victoria
Ramales de la Victoria es un municipio del interior de la comunidad autónoma de Cantabria (España). Limita al norte con Rasines, al oeste con Ruesga, al sur con Soba y al este con la provincia de Vizcaya. Está situado en la comarca del Asón-Agüera que antiguamente era una vía de comunicación muy importante ya que comunica el puerto de Laredo con la meseta, actualmente a través de la N-629.

## Geografía

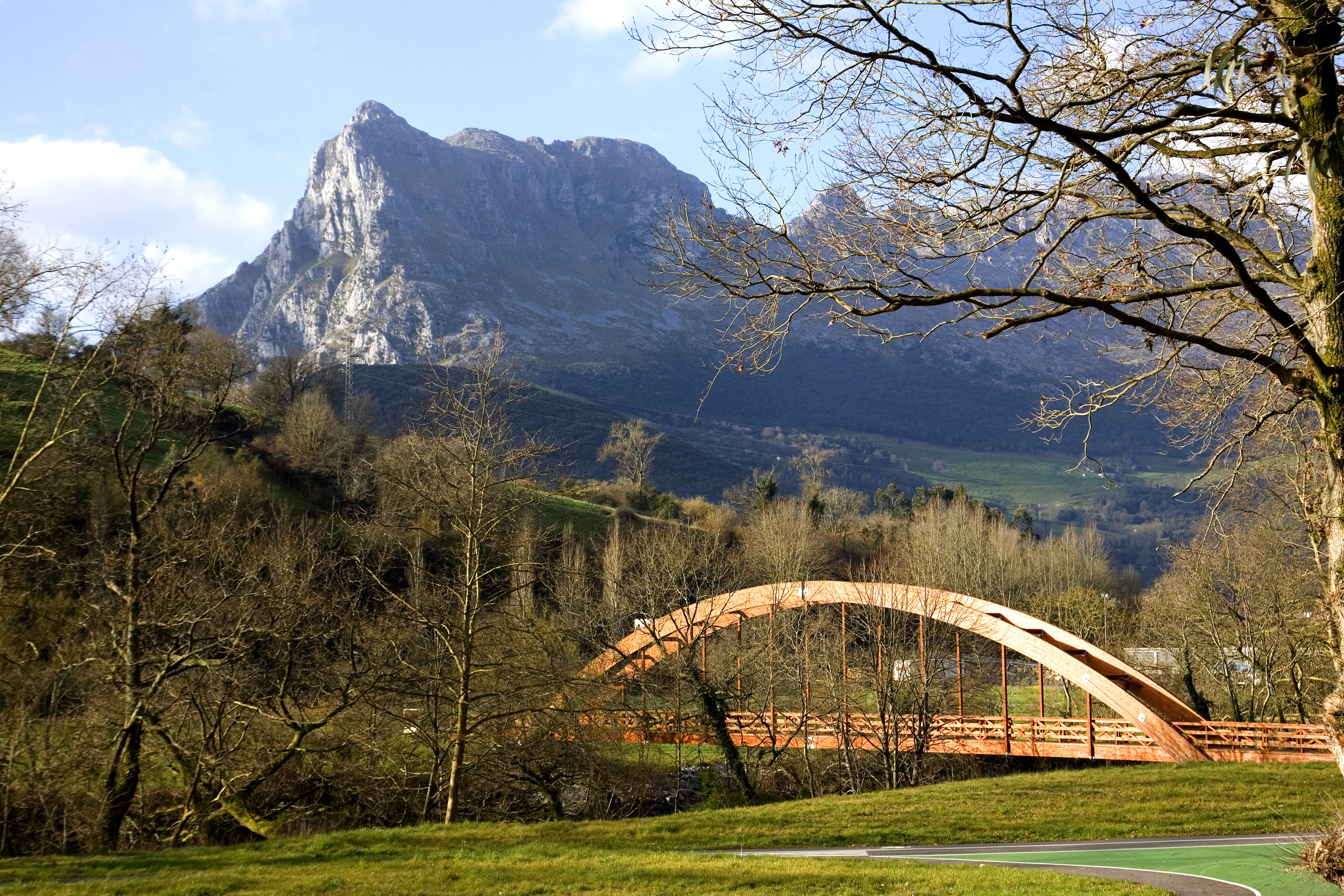
El pico San Vicente visto desde Ramales de la Victoria

El principal río de este municipio es el Asón, que lo atraviesa, así como sus afluentes, el Gándara y el Carranza. El río Asón nace en una cascada en el pueblo del mismo nombre, perteneciente al vecino municipio de Soba, del cual toma el nombre tanto el río como el valle por donde este transcurre hasta su desembocadura en la ria del Ason, localizada entre los municipios de Limpias, Santona y Laredo. En su descenso hacia el municipio de Arrendondo recibe el agua de la Fuente Cuvera; ya a su paso por Arredondo, recoge las aguas del río Bustablado; después recorre los pueblos de Riva, Lastras y Valle hasta llegar a la localidad de Ramales de la Victoria, donde recibe a su afluente principal, el Gándara. 
El río Gándara nace en una surgencia situada por encima del núcleo de La Gándara (Soba), pasando también por Veguilla, la capital del vecino municipio de Soba. Después de Ramales, el Asón y el Gándara, ya unidos, ofrecen un tramo de cotos salmoneros: Coto Cuende, Coto Negrillo y Coto Peña Quebrada. Este río Gándara tiene, a su vez, otro afluente, el río Calera, que viene de El Prado y Lanestosa (Vizcaya), y que a su paso entre las peñas de La Mortera y El Moro ha excavado una garganta que lleva su nombre. El segundo afluente del río Asón es el río Carranza, que pasa por las localidades de Gibaja y Riancho y que igualmente ha excavado una garganta al pasar entre El Moro y el Picón del Carlista, pudiéndose ver en este desfiladero una buitrera.
La orografía del municipio es escarpada, de roca caliza. Ramales de la Victoria se encuentra asentado sobre un valle formado por la confluencia de los ríos Asón y Gándara, rodeado de altas cumbres, entre las que destacan el Pico San Vicente (Soba, 910 m), estampa y símbolo del municipio, Picón del Carlista (737 m), en el límite con Vizcaya. Hay otras dos alturas que superan los 800 metros de altitud: El Moro, en la divisoria con Vizcaya, y la Peña del Mazo, en la margen izquierda del Carranza.
Cerca de la cumbre del Picón del Carlista, en el límite con Vizcaya, se encuentra la entrada a la Torca del Carlista, cavidad de 349 m de profundidad, con una enorme sala interior.

## Historia
Esta localidad fue escenario de la batalla de Ramales que decidió el triunfo liberal en la primera guerra carlista encabezado por el general Baldomero Espartero frente a los carlistas de Rafael Maroto. La duración de esta fue de 22 días, y se saldó con numerosas muertes y heridos. Como recompensa el duque Espartero recibió el título de grande de España, a lo que va unido duque de la Victoria, de ahí que Ramales pase a apellidarse «de la Victoria». Como consecuencia a esta batalla un gran número de construcciones emblemáticas del pueblo fueron incendiadas.
Por otra parte, el municipio reúne uno de los conjuntos arqueológicos más importantes de la región, compuesto por decenas de yacimientos en cuevas y abrigos rocosos, testimonio de presencia humana desde la prehistoria hasta la Edad Media. Sus cuevas más famosas son la cueva de Cullalvera y la cueva de Covalanas, siendo esta la única cueva de estas catalogada como Patrimonio de la Humanidad por la Unesco en 2008. Descubierta por Lorenzo Sierra en colaboración con Hermilio Alcalde del Río, es la segunda cueva de arte paleolítico descubierto en la cornisa cantábrica tras la cueva de Altamira (1879).[cita requerida]
Otra hecho por la que es afamado Ramales es por el dicho popular «Más gorda que la de Ramales». Tiene su origen en 1893 cuando el Ministerio de Gracia y Justicia decide suprimir el partido judicial de Ramales, integrándolo en el vecino de Laredo. Este descontento en los habitantes provocó que el pueblo de Ramales se rebelara en contra y se amotinase. Los lugareños se echaron a la calle, cortaron la carretera general Madrid-Laredo, que atravesaba el pueblo, mediante árboles, y quemaron dos muñecos que representaban al Gobierno en la plaza del pueblo. Ante el aviso de la llegada de las tropas militares los ramaliegos regresaron a sus casas y todo esto quedó en una simple anécdota. De este acontecimiento se hicieron eco los periódicos de Madrid de aquella época, dando lugar al dicho popular «Más gorda que la de Ramales».[cita requerida]

## Demografía
Ramales de la Victoria cuenta con una población de 3055 habitantes (INE 2024).
| Gráfica de evolución demográfica de Ramales de la Victoria entre 1842 y 2021 |
| |
| Población de derecho según los censos de población del INE Población de hecho según los censos de población del INEEn estos censos se denominaba Ramales: 1842, 1857, 1860, 1877, 1887, 1897 y 1900 |

## Administración y política

### Gobierno municipal
César García (PSOE) es el actual alcalde del municipio.
| Periodo   | Nombre                          | Partido | Partido                                  |
| --------- | ------------------------------- | ------- | ---------------------------------------- |
| 2003-2015 | José Domingo San Emeterio Diego |         | Partido Popular (PP)                     |
| 2015-act. | César García García             |         | Partido Socialista Obrero Español (PSOE) |

| Partido político                         | 2023  | 2023  | 2023       | 2019  | 2019  | 2019       | 2015  | 2015  | 2015       | 2011  | 2011  | 2011       | 2007  | 2007  | 2007       | 2003  | 2003  | 2003       |
| Partido político                         | Votos | %     | Concejales | Votos | %     | Concejales | Votos | %     | Concejales | Votos | %     | Concejales | Votos | %     | Concejales | Votos | %     | Concejales |
| Partido Socialista Obrero Español (PSOE) | 857   | 46,22 | 6          | 870   | 47,59 | 6          | 458   | 25,37 | 3          | 393   | 20,60 | 2          | 432   | 24,91 | 3          | 252   | 14,42 | 1          |
| Partido Popular (PP)                     | 533   | 28,74 | 3          | 572   | 31,29 | 3          | 760   | 42,11 | 5          | 983   | 51,52 | 6          | 824   | 47,52 | 6          | 1046  | 59,84 | 8          |
| Partido Regionalista de Cantabria (PRC)  | 396   | 21,35 | 2          | 368   | 20,13 | 2          | 408   | 22,60 | 2          | 498   | 26,10 | 3          | 412   | 23,76 | 2          | 381   | 21,80 | 2          |
| Izquierda Unida (IU)-Asón en Común       | 57    | 3,07  | 0          | —     | —     | —          | 161   | 8,92  | 1          | —     | —     | —          | 46    | 2,65  | 0          | 51    | 2,92  | 0          |

### Organización territorial
- Gibaja, 483 hab. en 2024, repartiéndose su población entre los barrios de:
  - Bárcena, 19 hab., a 4 km de la capital
  - La Estación, 29 hab., a 4 km
  - Pondra, 25 hab., a 4 km
  - La Quintana, 367 hab., a 4 km
  - Riancho, 43 hab., a 4 km
- Ramales de la Victoria (capital), con 2572 habitantes en 2024, divididos en los siguientes barrios:
  - Ramales de la Victoria, 2240 hab.
  - Cubillas, 39 hab.
  - Entrepuentes, 15 hab.
  - Guardamino, 32 hab., a 2 km
  - Helguero, 30 hab., a 2 km
  - Iseña, 17 hab.
  - El Mazo, 46 hab.
  - La Pared, 8 hab., a 3 km
  - Salto del Oso, 81 hab., a 1 km
  - Sierra Alcomba, 9 hab., a 2 km
  - Los Valles, 14 hab., a 2 km
  - Veares, 18 hab., a 2 km
  - Vegacorredor, 18 hab.

## Cultura

### Patrimonio

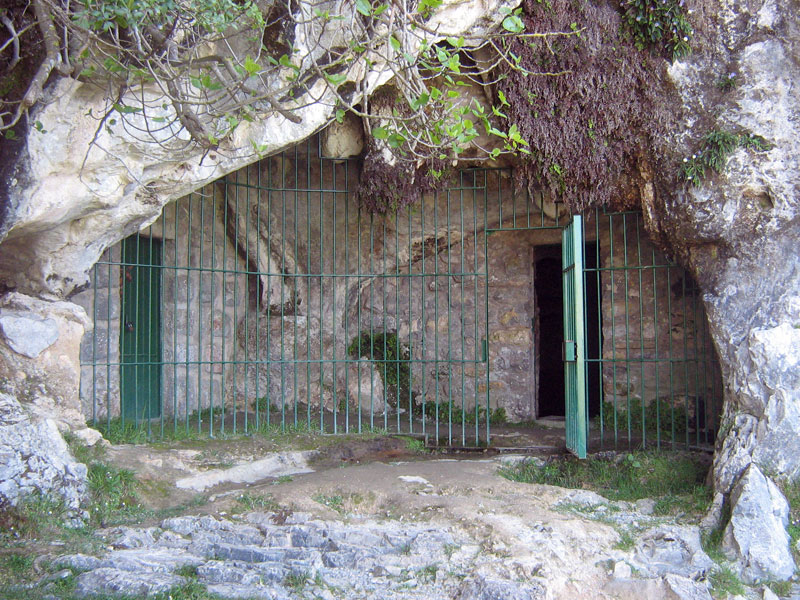
Entrada a la cueva de Covalanas, Patrimonio de la Humanidad por los restos de pinturas rupestres del Paleolítico Superior

El municipio cuenta con varios bienes de interés cultural, dentro de la categoría de zona arqueológica:
- Cueva de Covalanas que, además, forma parte del lugar Patrimonio de la Humanidad llamado cueva de Altamira y Arte rupestre paleolítico del norte de España
- Cueva de Cullalvera
- Cueva de La Pondra
- Cueva de El Morro del Oridillo en Pondra
- Cueva de Sotarriza en Pondra
- Cueva de Arco A en Pondra
- Cueva de Arco B en Pondra
- Cueva de Arco C en Pondra
- Cueva de El Haza
- Zona arqueológica de Ramales
- Palacio de Revillagigedo: Palacio cuyos orígenes se remontan al siglo XVI, aunque profundamente reformada en el siglo XVIII. Distribuido en cuatro plantas y dos torres laterales, el palacio fue residencia de don Juan Francisco de Güemes y Horcasitas, nacido en 1681, virrey de la Nueva España desde 1746 y primer conde de Revillagigedo. Durante las guerras carlistas sufrió importantes daños. En el frontal de las torres presenta escudos con las armas de Güemes y Horcasitas. A pesar de haber ser un Bien inventariado, BOC de 3 de abril de 2001, está incluido en la Lista roja de patrimonio en peligro.

### Fiestas

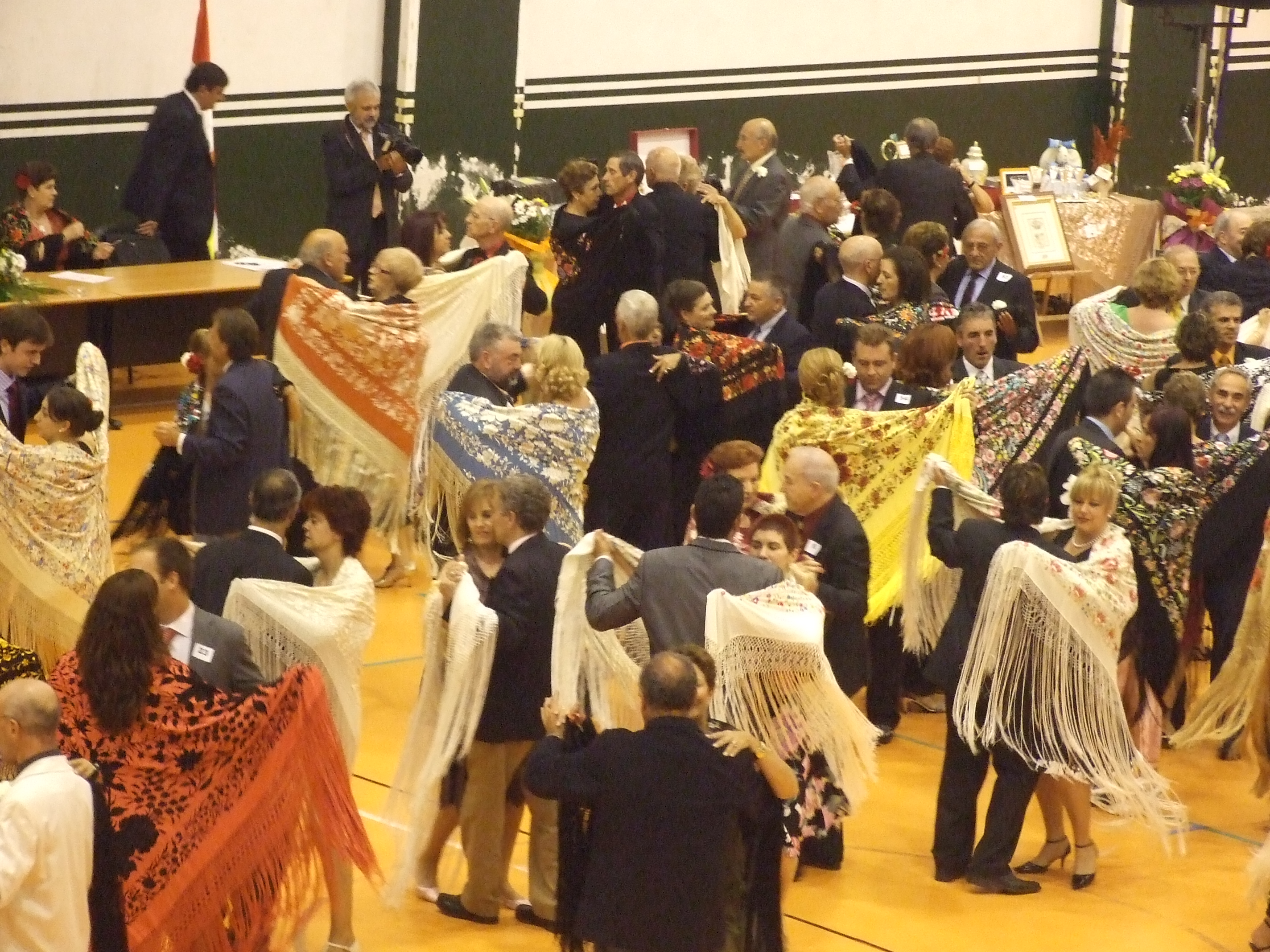
Verbena del Mantón

Las fiestas de esta localidad son las de san Pedro y san Valentín. Siendo el patrón de esta localidad san Pedro, y en su honor cada 29 de junio se celebra dicha efeméride; el día 30 de junio se celebra la festividad de San Valentín, efeméride que se organiza como homenaje a las parejas y matrimonios del municipio.
Además, coincidiendo con el primer sábado de julio se celebra la Verbena del Mantón, un concurso de parejas de baile con música de raigambre castiza y madrileña (pasodoble, tango y chotis entre otros), amenizada por la Banda Municipal de Ramales y un organillo; Los participantes masculinos deben vestir con traje y corbata y sus parejas deben ir ataviadas con un mantón a la espalda. Según algunas versiones, esta tradición se remonta a la derrota de los carlistas, quienes, en su huida, habrían dejado olvidado un baúl con mantones de Manila que los soldados de Espartero repartieron entre las mozas del pueblo para celebrar su victoria. Además el 16 de julio se celebra en la Avenida de Malestroit la festividad de la Virgen del Carmen, con verbena hasta altas horas de la madrugada.
Otra fiesta, es "El Milagrucu" que se celebra el día 4 de septiembre en el Barrio de Vegacorredor, donde es típico que las familias del pueblo acudan al lugar a escuchar misa al aire libre, además de llevar bien sea la comida o la merienda y últimamente acuden con ambas ya preparadas o parcialmente listas, o allí montan sus parrillas, disfrutando de un día de asueto al aire libre, compartiendo con amigos e invitados de la parrillada y las actividades programadas por la comisión de fiestas. A las 12 de la noche, como preludio de la verbena, tiene lugar un singular espectáculo de fuegos artificiales, que no tiene nada que envidiar a otros de renombre.
Asimismo, el día 8 de septiembre se celebra en el Barrio de Guardamino la festividad de Nuestra Señora, con actividades a lo largo del día, en la mañana se celebran los actos religiosos, que dan paso al clásico vermú, amenizado por la banda municipal. Ya en la tarde comienzan los juegos y actividades para los más pequeños, al caer la noche se degustan la típica parrillada de chorizos regados con sidra, dando comienzo a la romería amenizada con banda de música de los vecinos de Ramales e interesados en los actos de ambas festividades para que puedan trasladarse a estas dos últimas fiestas, el trencito, popularmente conocido como el "Magdaleno", que hace el recorrido cada treinta minutos.

## Personas destacadas
- Eduardo García de Enterría, jurista y miembro de la Real Academia de Jurisprudencia y Legislación y la Real Academia Española (1923).
- Gonzalo Colsa, jugador del Racing de Santander (1979).
- Carlos Galarreta, ex ciclista profesional (1967)

## Localidades hermanadas
- Malestroit, Francia